# Edno Roberto Cunha
Edno Roberto Cunha (født 31. maj 1983) er en brasiliansk fodboldspiller.